# 生物学家
生物学家是指专门研究生物體生物學的科学家。通常来说，生物学家研究生物以及他们和环境间的关系。生物学家进行基础研究以揭示生物潜藏的机制，了解他们是如何运作的。生物学家还涉及把研究应用来发展或改善医学、工业或农业。
i
- 海洋生物學家
- 動物學家
- 鳥類學家

ii
- 古生物學家
- 微生物學家
- 昆蟲學家
- 植物学家

iii
- 免疫学家
- 分子生物學家
- 動物行為學家
- 演化生物學家
- 生態學家
- 生物化学家
- 生物物理學家

## 工作
一些生物学家在管理岗位上工作以协调和指导研究工作。技术员使用实验室设备来扮演专业化任务角色。